# Tjernujka
Tjernujka (ryska: Чернуйка) är ett vattendrag i Belarus.   Det ligger i voblasten Vitsebsks voblast, i den norra delen av landet, 240 km nordost om huvudstaden Minsk.
Omgivningarna runt Tjernujka är en mosaik av jordbruksmark och naturlig växtlighet. Runt Tjernujka är det glesbefolkat, med 10 invånare per kvadratkilometer.